# Makatea-szigeti gyümölcsgalamb
A Makatea-szigeti gyümölcsgalamb (Ptilinopus chalcurus) a madarak osztályának galambalakúak (Columbiformes) rendjébe és a galambfélék (Columbidae) családjába tartozó faj.

## Rendszerezése
A fajt George Robert Gray angol ornitológus írta le 1859-ben, Ptilonopus [sic] chalcurus néven.

## Előfordulása
A faj endemikus a Tuamotu-szigetekhez tartozó Makatea-szigetén, mely Francia Polinézia egyik szigete. 
Természetes élőhelyei szubtrópusi és trópusi síkvidéki esőerdők. Állandó, nem vonuló faj.

## Megjelenése
Testhossza 20–23 centiméter.

## Életmódja
Valószínűleg rovarokkal, magvakkal és gyümölcsökkel táplálkozik.

## Természetvédelmi helyzete
Az elterjedési területe rendkívül kicsi, egyedszáma 300-1500 példány közötti, viszont stabil. A Természetvédelmi Világszövetség Vörös listáján sebezhető fajként szerepel.